# Закревские

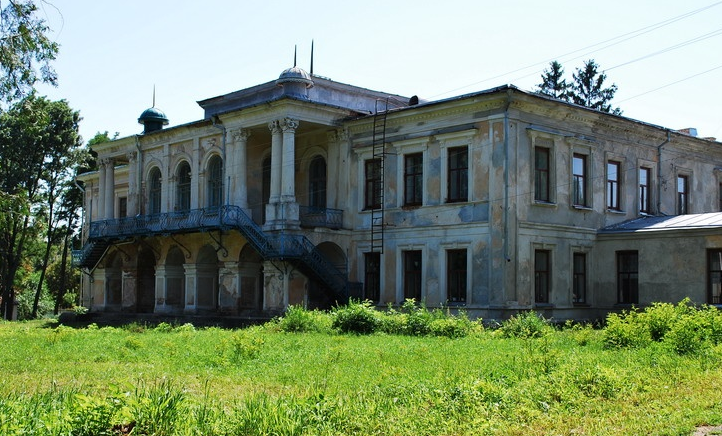
Дворец П. А. Закревского в усадьбе Берёзовая Рудка

Закревские (реже Закржевские) (пол. Zakrzewski) — графский и дворянские роды.
Внесены в родословные книги Владимирской, Екатеринославской, Полтавской, Санкт-Петербургской, Саратовской, Симбирской и Черниговской губерний.

## Происхождение и история родов
В России есть несколько фамилий этого имени, не имеющих ничего общего между собой.
1. Родоначальник Михаил Закревский, жил в половине XVII века. Его сын, Андрей Михайлович, литовский дворянин, взятый в плен при взятии Смоленска (1654), дано ему жалование по 45 руб. в год, а вместо жалования пожалован поместьями в Казанском уезде (1686). Его правнук Арсений Андреевич, министр внутренних дел, получил в 1830 году графское достоинство Великого княжества Финляндского. Он не имел потомства. Род Закревских, происходящий от братьев графа Арсения Андреевича, внесён в VI часть родословной книги Тверской и Пензенской губернии
2. Родоначальник запорожский казак Лукьян Закревский. Его сын Осип Лукьянович Закревский киевский полковой есаул, служил в Нежинском полку, где пожалован селом Дорочинка (1744), малороссийский генеральный обозный (1756/62), изначально — просто закройщик, который женился на казачке Анне Григорьевне, сестре известных братьев Алексея и Кирилла Разумовских, и таким образом возвысился. Его сын, тайный советник Андрей Осипович (1742—1804) был директором Академии художеств. Юрист И.П.Закревский — предок британского политика Ника Клегга.
3. Василий Закревский (г/р 1769), воспитывался в Сухопутном шляхетском корпусе (1778-1790), поручик и ротмистр (1794), имел 1000 крепостных крестьян.
4. В Полтавской губернии есть Закревские, владеющие имениями в Пирятинском уезде.

## Описание герба
Дипломный сборник о гербе Закревских:

Щит поделен крестом, расширяющимся к концам, на четыре части. В 1-й и 4-й в красном поле усеянном золотыми крестами коронованный лев вправо с серебряным с золотом рукояткой мечом в правой лапе. Во 2-м серебряном поле вертикально ликторский пук с топориком, в 3-й в серебряном поле накрест лавровая и миртовая ветви. В середине малый щиток — в нём в красном поле рука из облаков, натягивающая золотой лук с золотой стрелой.

Над щитом три коронованных шлема. Нашлемник среднего — встающий золотой лев вправо держит в лапе меч с золотой рукояткой и другой лапой опирается на серебряный изогнутый меч с золотой рукояткой. Нашлемник правый — два орлиных крыла натурального цвета, между ними накрест две золотые стрелы остриями вверх, левого — журавль натурального цвета, держащий в правой лапе золотой камень в обрамлении миртовой и лавровой ветви. Щитодержатели — слева, орел с понятыми крыльями головой вправо, справа выходящий из-за щита лев на четырёх лапах— ДС, том VI, с. 19

## Известные представители

### Первая ветвь
- Закревский Алексей Андреевич — полковник (1832), убит в своём имении Красный стан Пензенской губернии (1875).
- Закревский Иван Андреевич — полковник, городничий в Ржеве (1825—1835).
- Графиня Закревская Лидия Арсеньевна (1826—1884) — в 1-м браке жена графа Дмитрия Карловича Нессельроде (с 1847), во 2-м браке за князем Дмитрием Владимировичем Друцким-Соколинским, брак по определению Святого синода признан незаконным (1859), в связи с тем, что совершён при жизни 1-го мужа и без развода с ним.

### Вторая ветвь
- Закревский Андрей Иосифович — действительный статский советник, директор Академии художеств (1783), Санкт-Петербургский уездный предводитель дворянства (1789), женат на княжне Марии Ивановне Одоевской.
- Закревский Григорий Иосифович — бунчуковый товарищ (1764), надворный советник и подкоморий (1768).
- Закревская Мария Иосифовна (1741—1800) — статс-дама, жена обер-шталмейстера Льва Александровича Нарышкина.
- Закревская София Иосифовна — жена графа Николая Фёдоровича Апраксина.
- Закревский Дмитрий Андреевич (1769 — до 1835) — генерал-майор, хвалынский помещик.
- Закревская Прасковья Андреевна (1765—1816) — жена генерал-аншефа графа Павла Сергеевича Потёмкина.
- Закревская Елизавета Андреевна — жена генерал-майора, графа Дмитрия Борисовича Толстого.
- Закревская Елизавета Дмитриевна — во 2-м браке за тайным советником, графом Андреем Ивановичем Гудовичем.